# Terminal de Autobuses Morelia

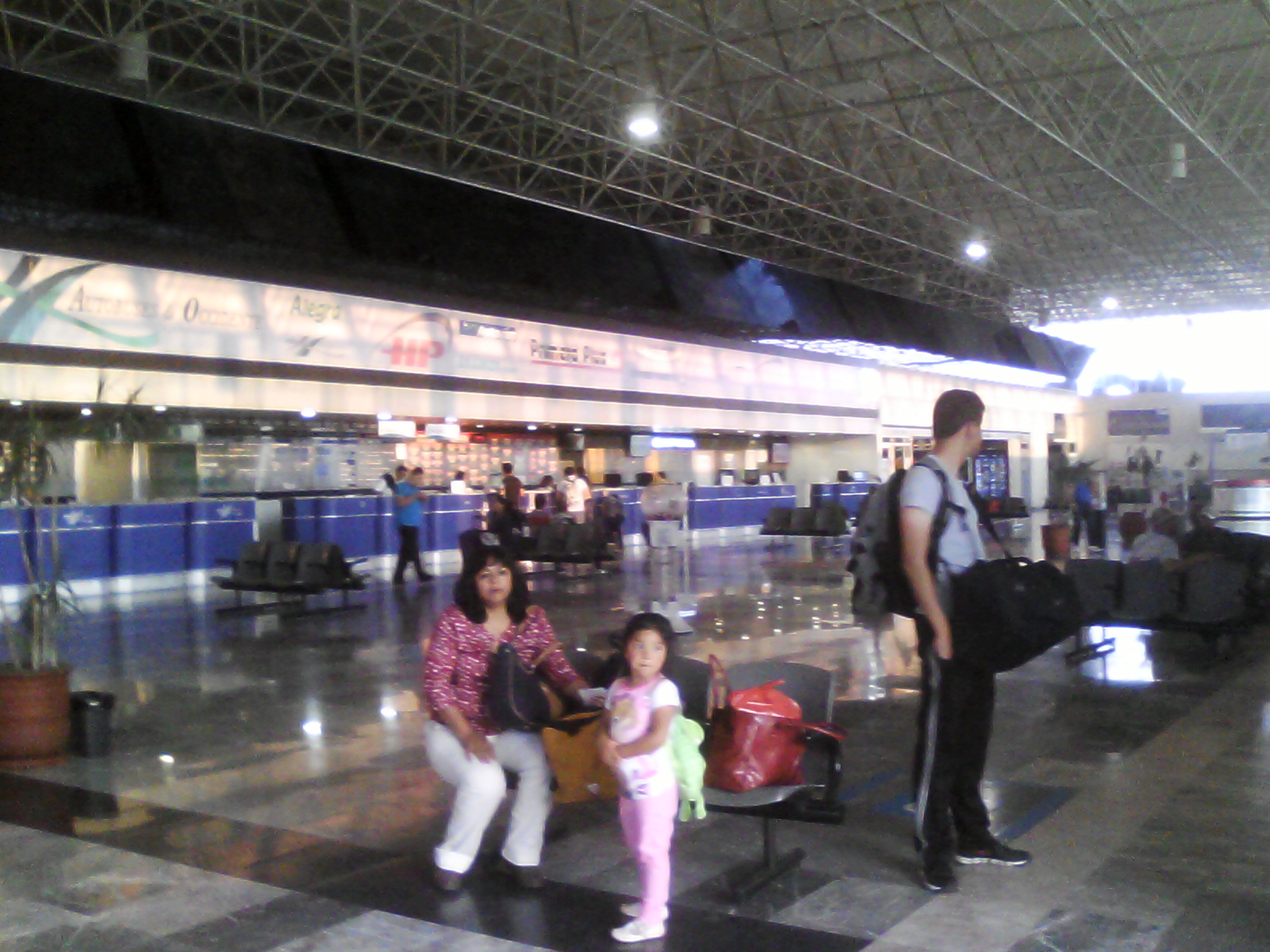
interior de la Terminal B

La Terminal de Autobuses Morelia TAM "Don Héctor Ruíz Guzmán" es la principal terminal de autobuses de la ciudad de Morelia, su diseño en forma de U, cuenta con 3 edificios, que alojan las salas de primera clase, servicio económico y servicio alimentador, al frente se ubica el estacionamiento y la zona de abordaje para taxis. Fue construida a iniciativa de grupo IAMSA, convirtiéndose en una de las Terminales más modernas del país.
Actualmente se puede conectar desde la TAM, hacia casi cualquier punto del país a través de los principales consorcios de autotransporte del país.

## Ubicación

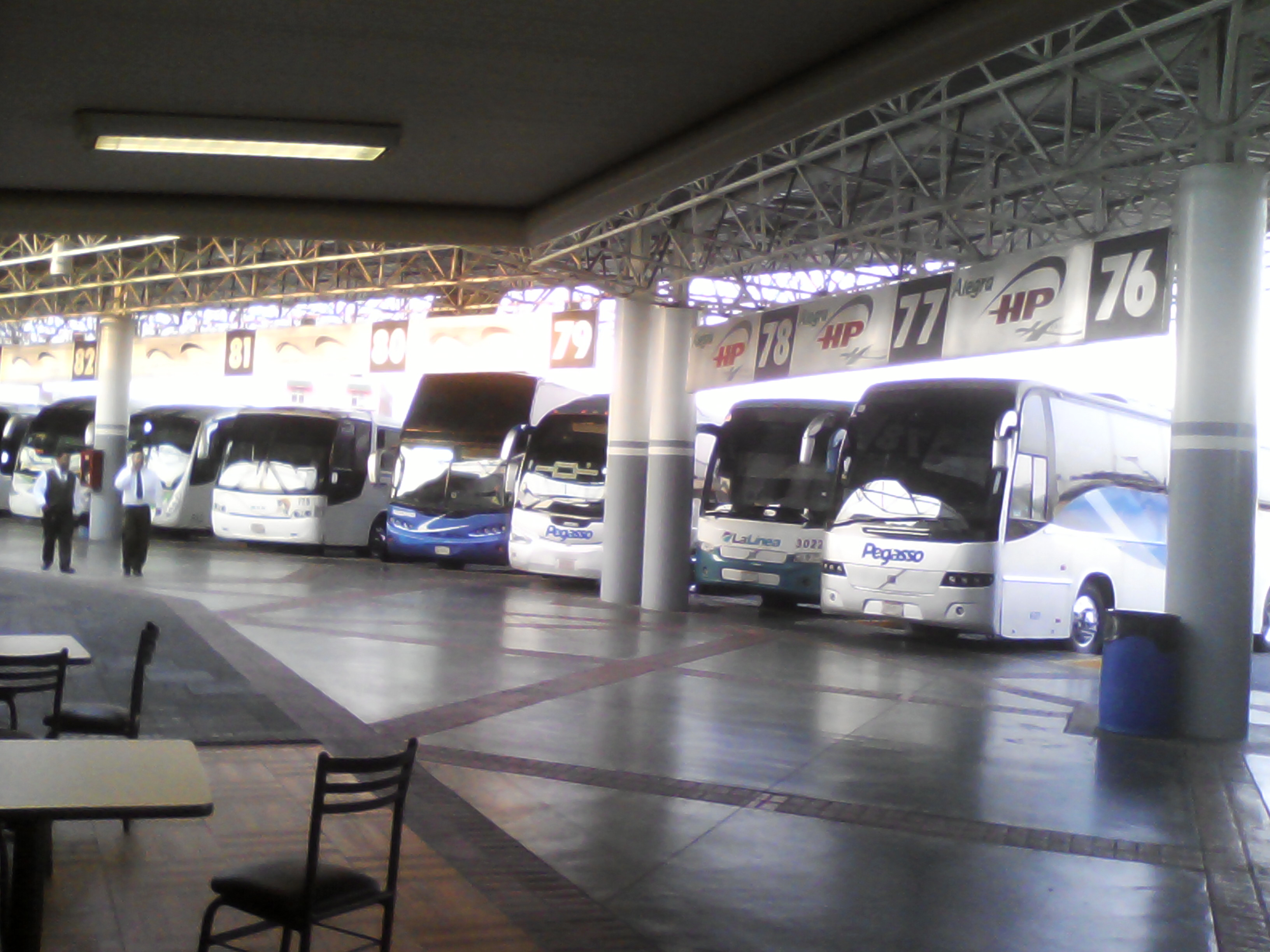
Andenes de Autobuses de Occidente en la Sala B

La Terminal se ubica en Periférico Paseo de la República, número 5555, Col. Ignacio Ramírez,  en las inmediaciones del estadio Morelos de Fútbol, en la zona poniente de la ciudad .

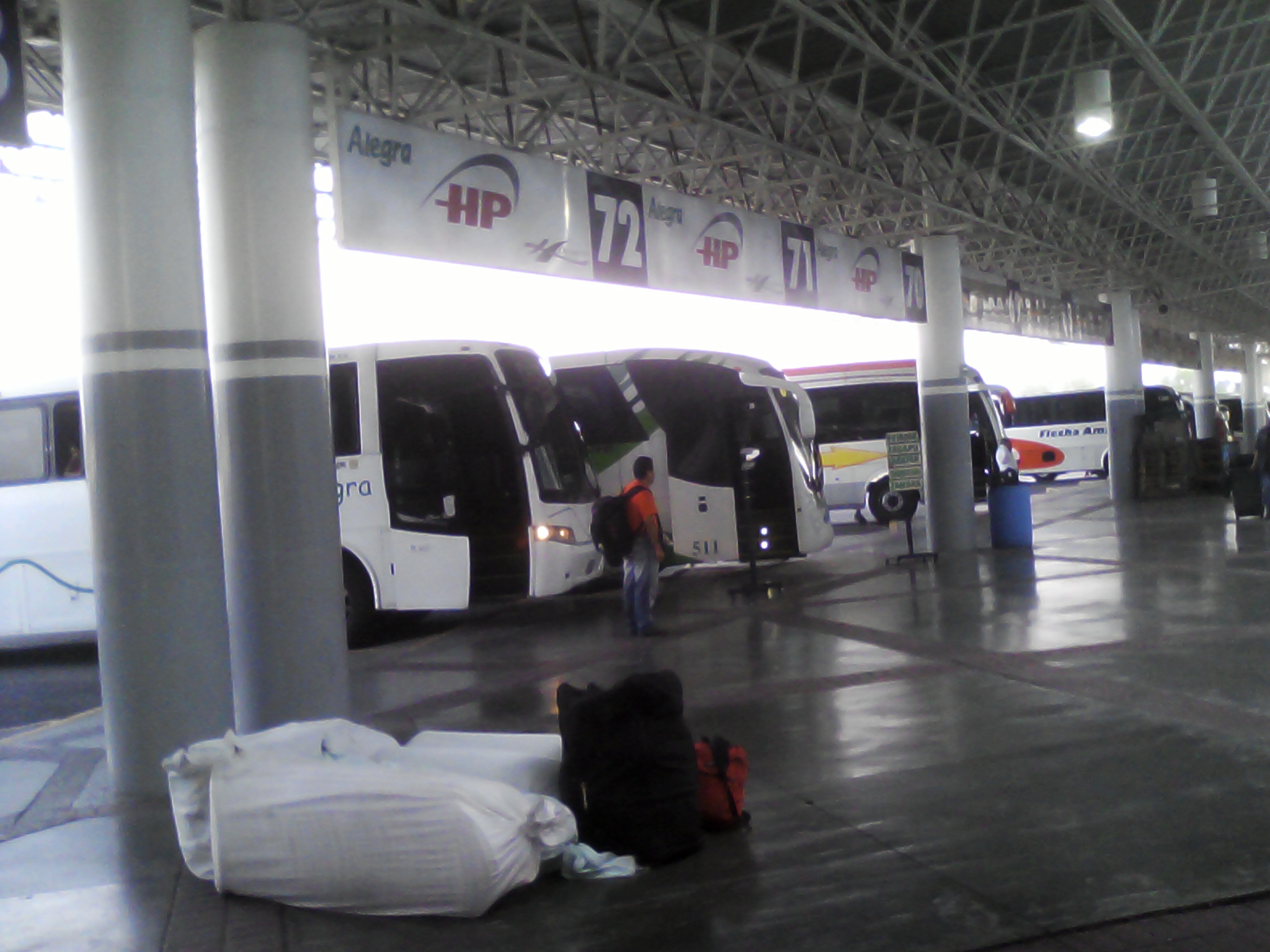
Andenes Autobuses de Occidente y Autobuses Flecha Amarilla en la Sala B

## Historia

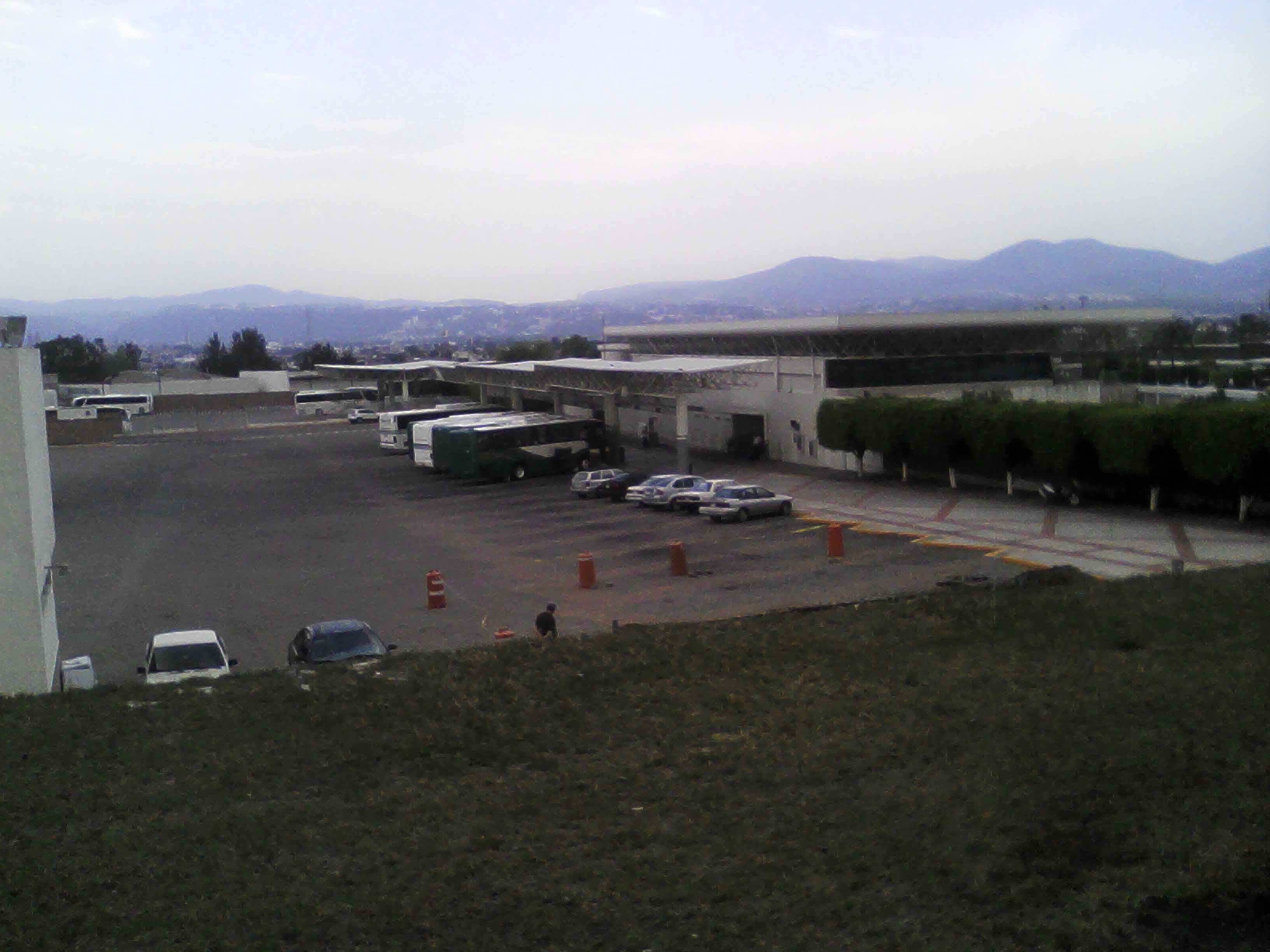
Vista a la Terminal C de TAM Morelia

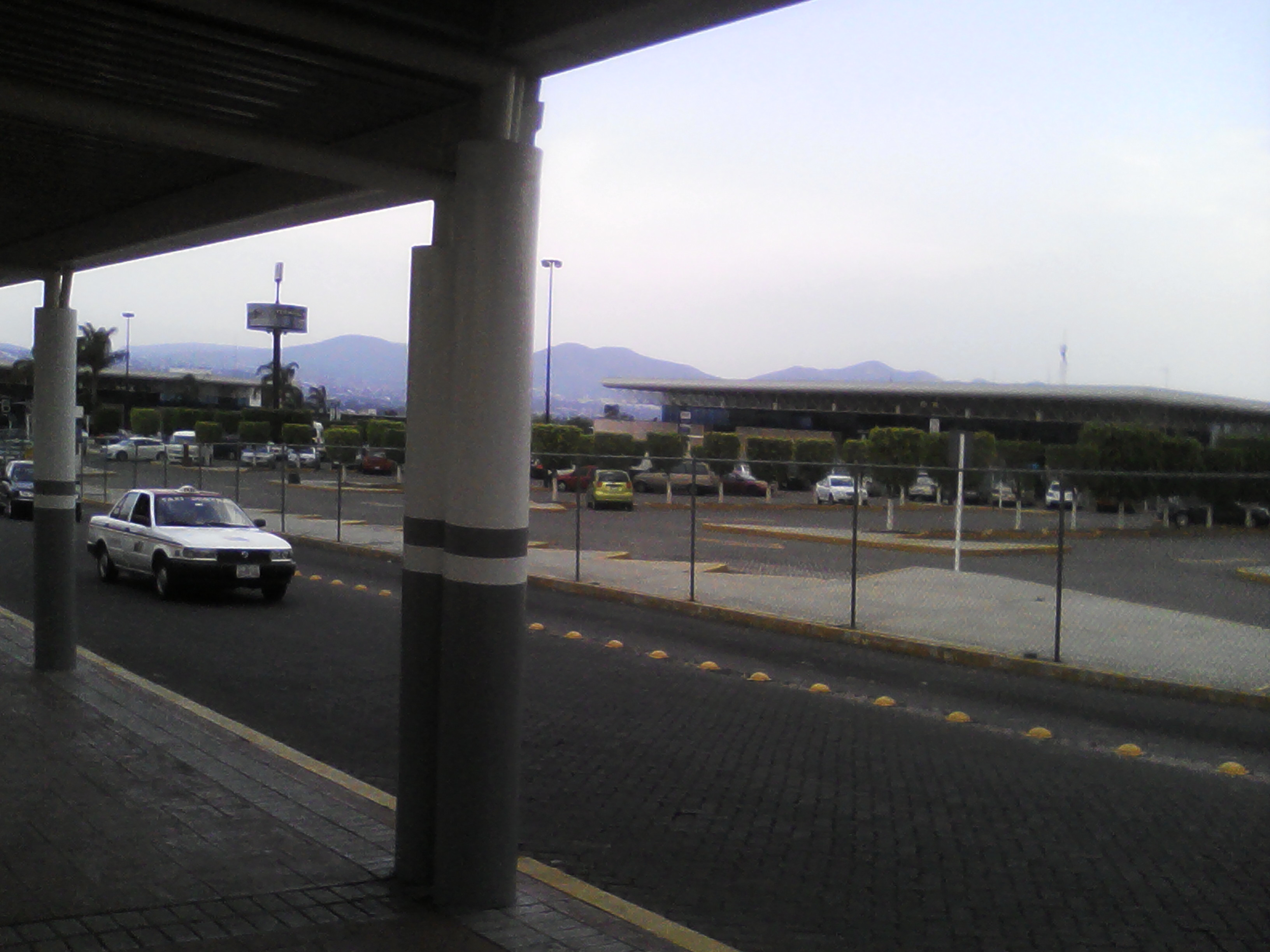
Vista al estacionamiento y Sala A de la Terminal de Autobuses Morelia

En el año 1999, inicia el proyecto de construcción, después de la firma del Plan Maestro para el Rescate del Centro Histórico, ya que la antigua terminal “Generalísimo Morelos”  inaugurada en 1972, estaba llegando a su saturación, pues al momento contaba con un afluencia diaria cercana a los 45,000 pasajeros y 1250 corridas. 
Ante esta situación empresarios del autotransporte, colocan la primera piedra en junio del año 2000; la Terminal de Autobuses Morelia, fue inaugurada en octubre del 2001, por el entonces gobernador de Michoacán Víctor Tinoco Rubí y directivos de las empresas de transporte.

## Especificaciones de la Terminal
- Número de andenes: 115
- Espacios de aparcamiento de autobuses: 130
- Superficie total de la terminal: 87.215,5 m²
- Servicio de Estacionamiento: Superficial
- Número de taquillas:
- Número de locales comerciales:
- Salas de espera: 3 Generales

## Destinos

### Sala A
| Líneas de Autobuses                                  | Destinos |
| ---------------------------------------------------- | --- |
| ETN Turistar Lujo SALA A                             | Acapulco, Apatzingán, Celaya, Cihuatlán, Ciudad Obregón, Ciudad de México (Norte y Poniente (Observatorio)), Chilpancingo, Colima, Cuatro Caminos, Culiacán, Guadalajara, Hermosillo, Los Mochis, Manzanillo, Matamoros, Mazatlán, Mexicali, Monterrey (Central y Churubusco), Nuevo Laredo, Puebla (CAPU), Querétaro (Central y Norte), Reynosa, Salamanca, Tampico, Tepotzotlán, Tijuana, Toluca, Uruapan y Zapopan. |
| Primera Plus SALA A                                  | Aguascalientes, Ario de Rosales, Celaya, Ciudad de México (Norte), Colima, Ecuandureo, Guadalajara, Guanajuato, Irapuato, Jiquilpan, La Piedad, León, Manzanillo, Mazatlán, Moroleón, Puerto Vallarta, Querétaro (Central y Norte), Sahuayo, Salamanca, San Juan de los Lagos, San Luis Potosí, San Miguel de Allende, Tecomán, Tepotzotlán, Uriangato, Uruapan, Valle de Santiago, Zamora y Zapopan. |
| Transportes y Autobuses del Pacífico TAP SALA A      | Agua Prieta, Altar, Angamacutiro, Caborca, Cananea, Ciudad de México (Norte), Ciudad Obregón, Culiacán, Empalme, Guadalajara, Guamúchil, Guasave, Guaymas (Terminal TAP), Hermosillo (Terminal TAP), Ixtlán del Río, La Piedad, Los Mochis, Magdalena, Mazatlán, Mexicali, Mezcales, Navojoa, Nogales (Central TAP), Peñas, Puerto Peñasco, Puerto Vallarta, Puruandiro, Santa Ana, San Luis Río Colorado, Sonoyta, Tepic, Tepotzotlán, Tijuana (Central y Insurgentes), Uruapan, Zamora y Zapopan. |
| Autovías/La Línea SALA A                             | Acámbaro, Apatzingán, Ario de Rosales, Atlacomulco, Ciudad de México (Norte y Poniente (Observatorio)), Ciudad Hidalgo, Cherán, Colima, Cuatro Caminos, Guadalajara, Ixtapa, Jiquilpan, Lázaro Cárdenas, Manzanillo, Maravatío, Nahuatzen, Paracho, Pátzcuaro, Puruarán, Quiroga, Sahuayo, Tacámbaro, Tecomán, Tepotzotlán, Toluca (Central y PRI), Tuxpan, Uruapan, Zacapu, Zamora, Zihuatanejo y Zitácuaro. |
| Destinos Parhikuni SALA A                            | Apatzingán, Arteaga, Buenavista Tomatlán, Coalcomán, Cuatro Caminos, Ixtapa, Lázaro Cárdenas, Tepalcatepec, Uruapan y Zihuatanejo. |
| Autobuses Americanos SALA A                          | Chicago, Dallas, Houston, Laredo, Monterrey (Central), Texas y Topeka. |
| Ómnibus Mexicanos/El Paisano SALA A                  | Atlanta, Austin, Dallas, Fort Worth, Garland, Houston, Indianapolis, Jackson, Laredo y San Antonio. |
| Ómnibus de México/Plus SALAS A y B                   | Aguascalientes, Agua Prieta, Casas Grandes, Cananea, Ciudad Camargo, Ciudad Delicias, Ciudad Juárez, Ciudad Valles, Ciudad Victoria, Celaya, Chihuahua, Durango, Fresnillo, Gómez Palacio, Huauchinango, Ímuris, Irapuato, Ixtapa, Janos, Jiménez, Juan Aldama, Lázaro Cárdenas, León, Matamoros, Moroleón, Monterrey (Central), Nuevo Laredo, Nogales, Pachuca, Parador Jiménez, Pistolas Meneses, Poza Rica, Querétaro (Central), Reynosa, Ricardo Flores Magón, Río Grande, Salamanca, Salina Cruz, Saltillo, Salvatierra, San Luis Potosí, Silao, Surcusal Indio, Tampico, Torreón, Tuxpan, Uruapan, Agencia El Vaquero, Yuriria, Zacatecas y Zihuatanejo. |
| Autobuses Anáhuac SALAS A y B                        | Celaya, Moroleón, Saltillo y San Luis Potosí. |
| Transportes Chihuahuenses SALAS A y B                | Aguascalientes, Ciudad Camargo, Ciudad Delicias, Ciudad Juárez, Chihuahua, Fresnillo, Gómez Palacio, Irapuato, Jiménez, Lázaro Cárdenas, León, Moroleón, Pistolas Meneses, Puebla (CAPU), Salamanca, Silao, Sombrerete, Torreón, Zacatecas y Zihuatanejo. |
| Autobuses Futura SALAS A y B                         | Acapulco, Celaya, Chilpancingo, Cuernavaca (E.Blanca), Ciudad de México (Norte y Sur (Taxqueña)), Lázaro Cárdenas, León, Monterrey (Central), Moroleón, Puebla (CAPU), Reynosa, Saltillo, San Fernando, San Luis Potosí y Zihuatanejo. |
| Autobuses Interestatales de México Elite SALAS A y B | Caborca, Ciudad Altamirano, Ciudad de México (Norte), Ciudad Obregón, Culiacán, Guadalajara, Hermosillo, Huetamo, Lázaro Cárdenas, Los Mochis, Mazatlán, Mexicali, Navojoa, San Luis Río Colorado, Santa Ana, Sonoyta, Tepic, Tijuana, Uruapan y Zihuatanejo. |
| Transportes del Pacífico SALAS A y B                 | Caborca, Ciudad Obregón, Culiacán, Guadalajara, Guasave, Hermosillo, Los Mochis, Mazatlán, Mexicali, Navojoa, San Luis Río Colorado, Santa Ana, Sonoyta, Tepic y Tijuana. |
| Transportes Norte de Sonora SALAS A y B              | Caborca, Ciudad Obregón, Culiacán, Guasave, Hermosillo, Los Mochis, Mazatlán, Mexicali, Navojoa, San Luis Río Colorado, Santa Ana, Sonoyta, Tepic y Tijuana. |
| Autotransportes Herradura de Plata Pegasso SALA B    | Acámbaro, Amealco, Ciudad de México (Norte), Coroneo, Jerécuaro, San Juan del Río y Zinapécuaro. |
| Autobuses Allegra/Occidente SALA B                   | Ario de Rosales, Ciudad Hidalgo, Charo, Erongarícuaro, Huetamo, Indaparapeo, Pátzcuaro, Queréndaro, Quiroga, Salvatierra, Toluca (Central), Tuxpan, Villa Victoria y Zitácuaro. |
| Servicios Coordinados SALA B                         | Acámbaro, Ario de Rosales, Celaya, Ciudad de México (Norte), Guadalajara, Guanajuato, Irapuato, Jiquilpan, La Barca, La Piedad, Lagos de Moreno, León, Moroleón, Ojuelos, Pátzcuaro, Puruandiro, Querétaro (Central), Sahuayo, Salamanca, San Miguel de Allende, Silao, Tacámbaro, Tepeji, Yuriria, Zacapu y Zamora. |
| Autobuses Centrales de México Flecha Amarilla SALA B | Aculco, Ario de Rosales, Celaya, Coroneo, Cuitzeo, Guadalajara, Guanajuato, Irapuato, Jerécuaro, La Barca, La Piedad, Lagos de Moreno, León, Moroleón, Ocotlán, Pátzcuaro, Purépero, Quiroga, Sahuayo, Salamanca, Salvatierra, Silao, Tacámbaro, Tepeji, Tula, Uriangato, Valle de Santiago, Yuriria, Zacapu y Zamora. |
| Autobuses Purhepechas/Galeana/Ruta Paraíso SALA B    | Acuitzio, Ario de Rosales, Buenavista Tomatlán, Carácuaro, Churumuco, Infiernillo, La Huacana, Huetamo, Lagunillas, Lázaro Cárdenas, Lombardía, Los Reyes, Nocupétaro, Nueva Italia, Pátzcuaro, Santa Clara del Cobre, Tacámbaro, Taretan, Tepalcatepec, Tiripetío, Tingambato, Uruapan y Villa Madero. |
| Línea de Oro SALA C                                  | Acuitzio, Ajuchitlán, Benito Juárez, Carácuaro, Ciudad Altamirano, Huetamo, Nocupétaro, Parácuaro, San Lucas, Tiquicheo, Tiripetío, Tzitzio, Tuzantla, Villa Madero, Zirándaro y Zitácuaro. |

## Transporte Público de pasajeros
- Servicio de Taxi seguro dentro de la terminal.
- Servicio de Colectivos